# Luis Fernández de Córdova

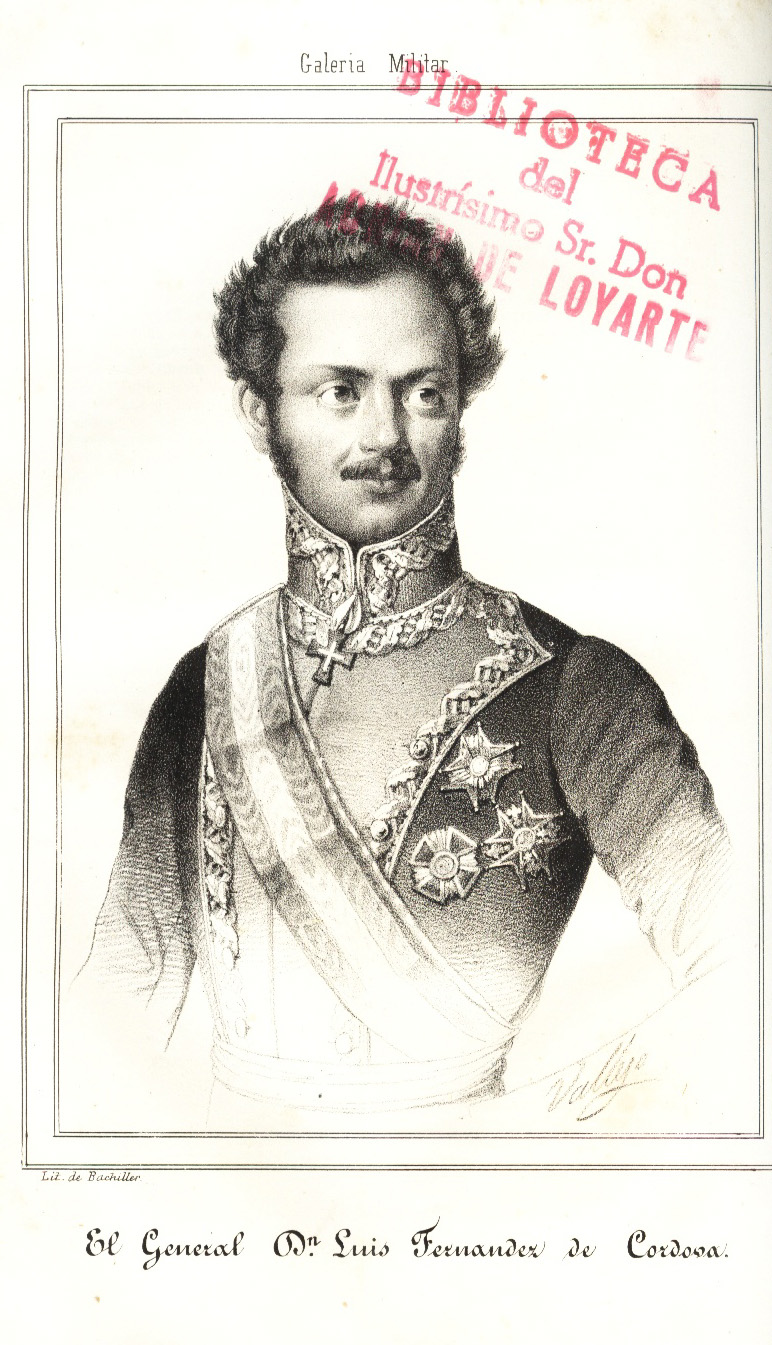
Luis Fernández de Córdova

Luis Fernández de Córdova (* 2. August 1798 in San Fernando, Provinz Cádiz; † 22. April 1840 in Lissabon) war spanischer Generalkapitän.

## Leben
Fernández de Córdova war der Sohn eines Fregattenkapitäns. Er begann sehr früh eine Militärkarriere, indem er 1810 als Kadett in das königliche Korps der spanischen Garden eintrat. Später wurde er Mitglied der Madrider Militärakademie und 1819 Offizier. Auf seinen Wunsch wurde er zu den Truppen versetzt, die sich nach Amerika einschiffen sollten. Oberst Rafael del Riego rief aber am 1. Januar 1820 erneut die liberale Verfassung von 1812 aus und hatte mit diesem Putschversuch Erfolg. Córdova erklärte sich als eifriger Royalist entschieden gegen diese Bewegung und verhinderte hauptsächlich, dass Cádiz selbst in die Hände der Konstitutionellen fiel. Nach dem Sieg der Liberalen und der Umwandlung Spaniens in eine konstitutionelle Monarchie wurde gegen Córdova eine Untersuchung eingeleitet. Zwar erreichte er einen Freispruch, sah sich aber vielfachen Anfeindungen ausgesetzt und wurde ein immer erbitterterer Gegner der konstitutionellen Parteien. Er bereitete im Einverständnis mit König Ferdinand VII. den Aufstand der Garden vom 7. Juli 1822 vor, der indessen misslang. Córdova konnte der Verhaftung entgehen und flüchtete nach Paris. Bald kehrte aber er nach Navarra zurück und schloss sich der von Quesada geführten Glaubensarmee an. Während der französischen Invasion in Spanien (1823) trat er dem Korps des Herzogs von Angoulême bei und zog mit diesem in Madrid ein. Trotz seiner streng royalistischen Grundsätze missbilligte er die reaktionären Maßregeln der Regierungsjunta von Oiartzun und bewirkte durch Martignac deren Auflösung.
Nach der Wiederherstellung des Absolutismus in Spanien wurde Córdova, den sein gewandtes Benehmen und seine bewiesene Treue zum König zu einem von dessen bevorzugten Günstlingen gemacht hatten, von Stufe zu Stufe bis in den Rang eines Generalmajors (1824) erhoben. Die Gunst des Königs rettete ihn auch, als er, damals Beamter im Außenministerium unter Francisco Cea Bermúdez, vom Justizminister Francisco Tadeo Calomarde als Liberaler verdächtigt wurde. 1825 Gesandtschaftssekretär in Paris, erregte sein Umgang mit den angesehensten spanischen Auswanderern Missfallen in Madrid, weshalb er als 1827 Geschäftsträger nach Kopenhagen versetzt wurde. Er verließ diesen Posten ohne Urlaub, wusste den gewagten Schritt beim König durch einen Scherz zu entschuldigen und bewirkte dadurch, dass er als 1829 als außerordentlicher Gesandter und bevollmächtigter Minister an den preußischen Hof in Berlin geschickt wurde. Dort wirkte er für Don Miguel.
Bald nach der Rückkehr von dieser Sendung erhielt Córdova, auf einer Reise nach Italien begriffen, die Nachricht von der Julirevolution von 1830. Er begab sich schleunigst nach Madrid, um deren Auswirkungen für Spanien aus der Nähe zu beobachten und bekämpfen zu können. Calomardes Intrigen nötigten ihn aber zur Auswanderung. Auf dem Rückweg focht er an der Grenze als Freiwilliger in den Pyrenäen gegen die unter Mina und Valdés eindringenden Liberalen. Der Sieg der Reaktion brachte ihn im Winter 1831 wieder als Gesandten nach Berlin, und im folgenden Jahr in gleicher Stellung nach Lissabon. Dort unterstützte er die Sache Dom Miguels, geriet aber in unangenehme Verwicklungen und zog sich das Missfallen des spanischen Prätendenten Don Carlos in so hohem Grad zu, dass er bei dieser Partei nichts mehr zu gewinnen hoffen durfte. Er schloss sich daher trotz seiner absolutistischen Gesinnung der Gegenpartei an und nahm kurz vor dem Tod Ferdinands VII. den Auftrag der Königin Maria Christina von Bourbon-Sizilien an, Don Carlos in Lissabon zu überwachen.
Kurz nach Ausbruch des Ersten Carlistenkriegs  kehrte Córdova 1834 nach Spanien zurück und betrat zugunsten der kleinen Königin Isabella II, für die ihre Mutter Maria Christina die Regentschaft führte, wieder die militärische Laufbahn. Er befehligte eine Division der Nordarmee unter Rodil und später unter Espoz y Mina und Jerónimo Valdés. Am 12. Dezember 1834 schlug er Zumalacárregui in der Schlacht von Mendaza und stand ihm drei Tage später in der ersten Schlacht von Arquijas wieder gegenüber. Nach Valdés’ Niederlage in der Borunda wurde er im Juli 1835 zum Oberbefehlshaber der Nordarmee ernannt. Den General Vicente González Moreno, Nachfolger von Zumalacarregui, schlug er am 16. Juli 1835 in der Schlacht bei Mendigorría und entsetzte dadurch Puente la Reina. Die Liberalen warfen ihm indessen vor, dass er seinen Sieg nicht genügend ausgenutzt habe. Córdova erhielt allerdings von der Regierung weder die erforderlichen Geldmittel zur Besoldung der Truppen noch andere Kriegsbedürfnisse und Ersatztruppen. Zu Beginn 1836 misslang ihm ein Angriff auf die Höhen von Arlaban und Guevara, wodurch er das Vertrauen des Heeres verlor und zur Niederlegung des Kommandos veranlasst wurde. Die von Juan Álvarez Mendizábal geführte Regierung bestellte daraufhin Baldomero Espartero zu seinem Nachfolger als Oberbefehlshaber der Nordarmee. Nach der Revolution von La Granja (August 1836) und der damit verbundenen Wiederinkraftsetzung der Verfassung von 1812 emigrierte Córdova kurzzeitig nach Paris.
Wieder in Spanien, wurde Córdova von Pamplona zum Abgeordneten in die Cortes gewählt, erwies sich hier aber als so unzuverlässig, dass ihm bald alle Parteien den Rücken kehrten. Beim Aufstand von 1838 er schloss sich Ramón María Narváez in Sevilla an, vermochte sich jedoch gegen Espartero nicht durchzusetzen und flüchtete nach Portugal. Dort starb er am 22. April 1840 im Alter von 41 Jahren in Lissabon.